# شجرة المواصفات
تُظهر شجرة المواصفات جميع مواصفات النظام الفني قيد التطوير بترتيب هرمي. تبين شجرة المواصفات كافة مواصفات النظام الفني قيد التطوير بترتيب هرمي.
بالنسبة لنظام المركبات الفضائية، فإنها تحتوي على المستويات التالية:
- مواصفات النظام (المتطلبات) - التي يتم إنشاؤها من قِبل العميل
  - مواصفات النظام (تُصمم إلى) - يتم إنشاؤها بواسطة مقاول رئيسي مسؤول عن النظام
    - مواصفات النظام الفرعي - يتم إنشاؤها بواسطة مقاول رئيسي مسؤول عن النظام
      - مواصفات الجمعية ¹ - تنشأ عن طريق مقاولين مسؤولين عن النظام الفرعي
        - وحدة المواصفات - يتم إنشاؤها بواسطة مقاولين مسؤولين عن النظام الفرعي (أو التجميع)

يتم تصريف مستوى التجميع على أنه مستوى متوسط عندما يفضل مقاول النظام الفرعي التعاقد مع مجموعة من الوحدات ذات الواجهات المعقدة مع مقاول آخر (على سبيل المثال، يمكن أن يكون نظام التشغيل وبرنامج تطبيق النظام الفرعي عبارة عن تجميع للنظام الفرعي لإدارة البيانات).